# Glikemia
Glikemia – stężenie glukozy we krwi. Glikemia jest wyrażana w mmol/l lub mg/dl (czyli mg%). Celem przeliczenia wartości glikemii z jednych jednostek na drugie stosuje się przelicznik: 1 mmol/l = 18 mg/dl.
U ludzi i wielu ssaków stężenie glukozy we krwi przeciętnie zawiera się w granicach 4,5-5,5 mmol/l. Po spożyciu pokarmu bogatego w węglowodany wzrastać może do 6,5-7,2 mmol/l. Podczas głodzenia glikemia obniża się do wartości 3,3-3,9 mmol/l.
Stan zbyt niskiego stężenia glukozy we krwi określa się jako hipoglikemię, stan podwyższonej glikemii to hiperglikemia.